# Puerta de Chula
Puerta de Chula är en ort i Mexiko.   Den ligger i kommunen Jerez och delstaten Zacatecas, i den centrala delen av landet, 500 km nordväst om huvudstaden Mexico City. Puerta de Chula ligger 2 072 meter över havet och antalet invånare är 162.
Terrängen runt Puerta de Chula är platt västerut, men österut är den kuperad. Runt Puerta de Chula är det ganska glesbefolkat, med 31 invånare per kvadratkilometer. Närmaste större samhälle är Jerez de García Salinas, 10,1 km väster om Puerta de Chula. Trakten runt Puerta de Chula består i huvudsak av gräsmarker.